# Elaine Stritch

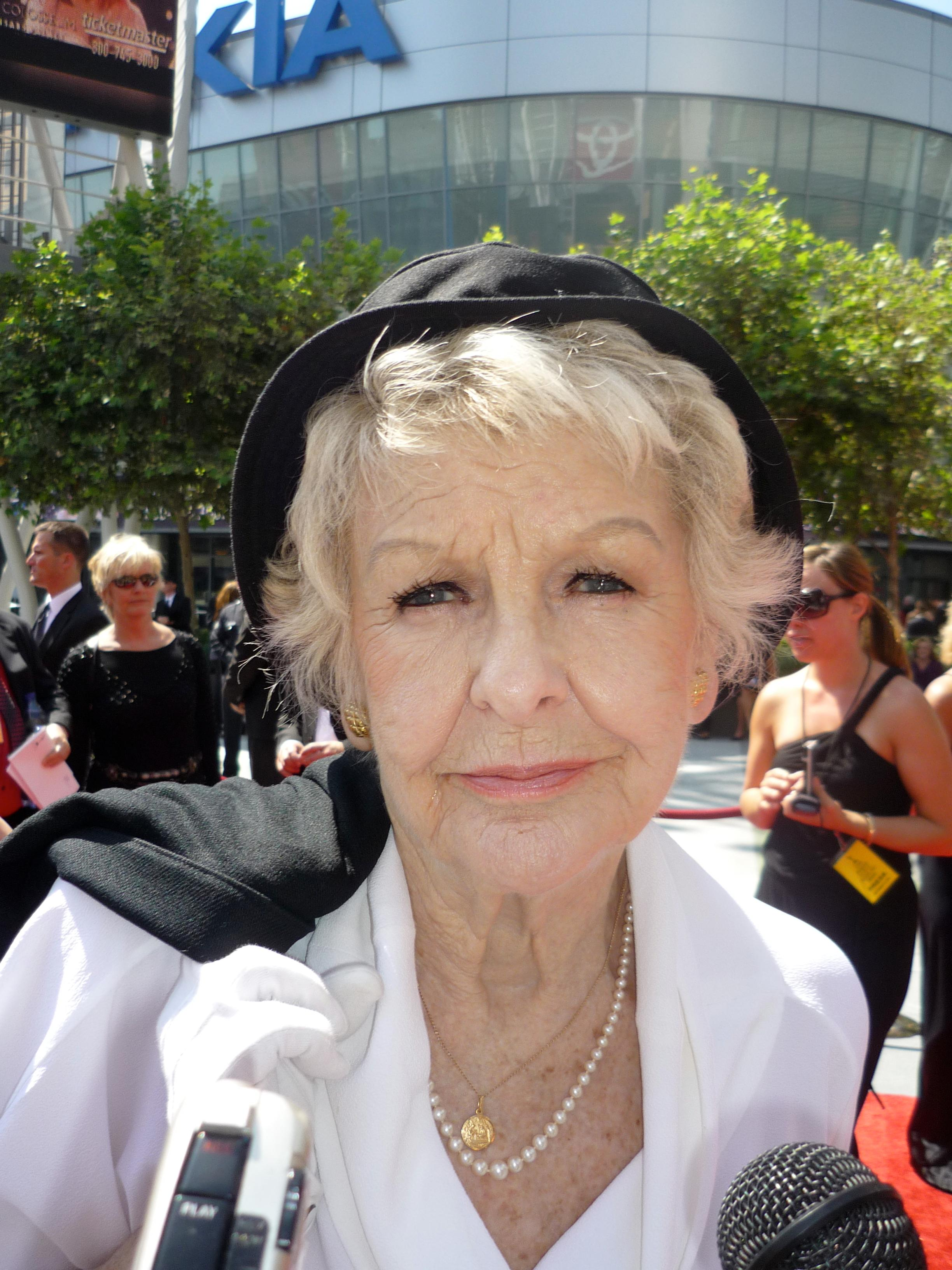
Elaine Stritch, 2009

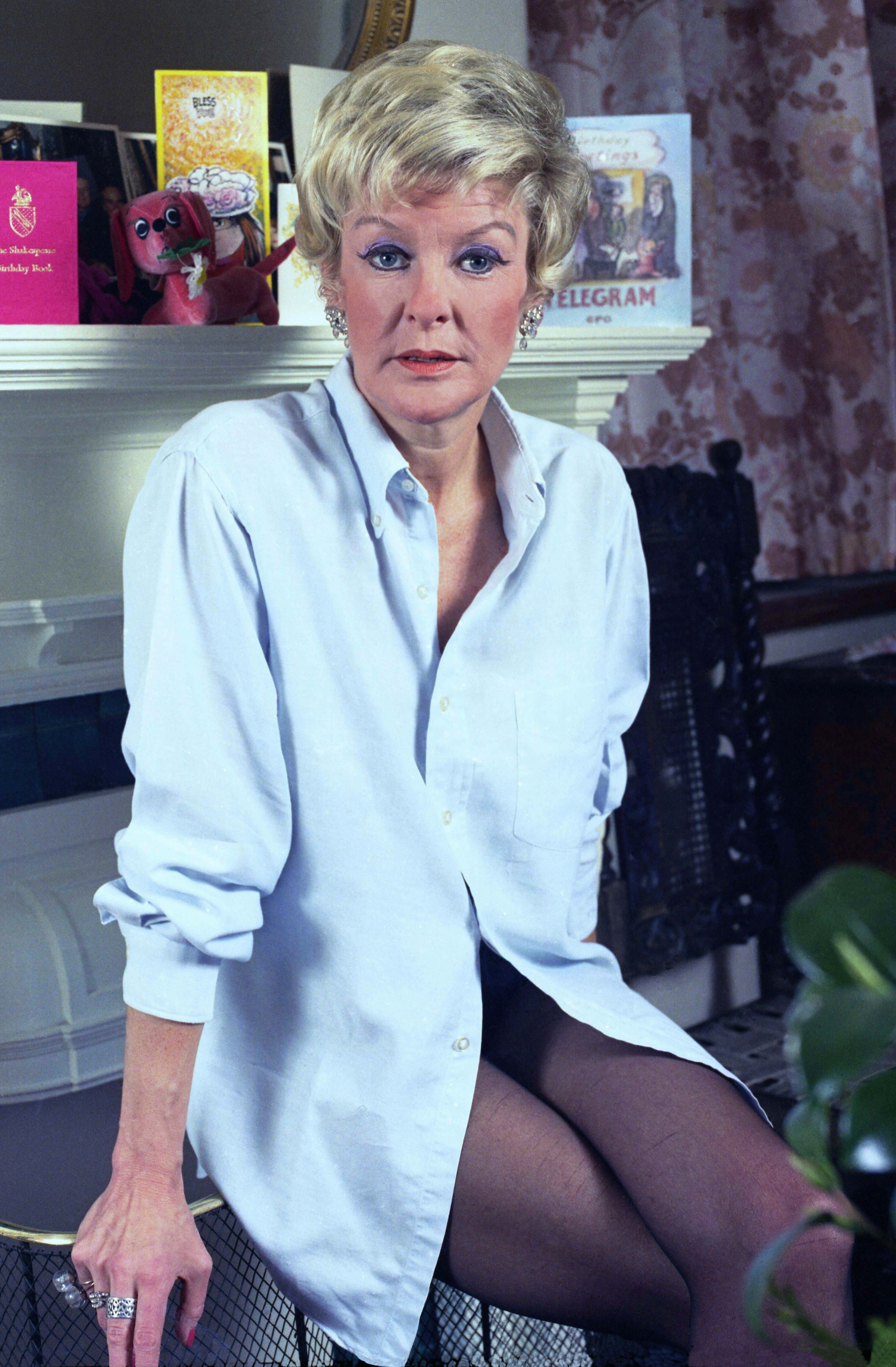
Elaine Stritch, 1973

Elaine Stritch (* 2. Februar 1925 in Detroit, Michigan; † 17. Juli 2014 in Birmingham, Michigan) war eine US-amerikanische Schauspielerin.

## Leben
Elaine Stritch studierte Schauspiel an Erwin Piscators Dramatic Workshop an der New Yorker New School. 1944 hatte sie ihr Bühnendebüt, 1946 trat sie erstmals am Broadway auf. Sie wirkte später dort und in London an Produktionen wie Bus Stop, Sail Away, A Delicate Balance, Show Boat und Company mit. Als Sängerin wurde sie mit Liedern von Richard Rodgers und Lorenz Hart, Noël Coward und Stephen Sondheim bekannt.
Im Fernsehen trat Stritch erstmals 1948 in der Comedy-Produktion Growing Paynes auf. 1954 hatte sie einige Auftritte in der Ed Sullivan Show, und 1960 spielte sie in der Sitcom My Sister Eileen mit.
Ihre erste bedeutende Filmrolle hatte sie 1956 in The Scarlet Hour; die nächsten bedeutenden Filmproduktionen mit ihr fanden erst während der 1970er Jahre statt. 1972 heiratete sie den Schauspieler John Bay und lebte und arbeitete mehrere Jahre in London; u. a. spielte sie hier 1975 neben Donald Sinden in dem Fernsehfilm Two’s Company. Oft war sie auch als Gaststar in verschiedenen Fernsehserien zu sehen, darunter in einer Episode von Trapper John, M.D., drei Folgen von Die Bill Cosby Show oder zwei Folgen von Hinterm Mond gleich links.
In den späten 1980er Jahren entstanden dann Filme wie September und Cocoon II – Die Rückkehr. Große Anerkennung fand sie in der Rolle der Parthy Hawkes im Broadway-Revival von Show Boat 1994. Für ihr Soloprogramm Elaine Stritch: At Liberty (2002) erhielt sie zahlreiche Auszeichnungen, darunter auch einen Tony Award. 2007 wurde sie als Gastschauspielerin der NBC-Sitcom 30 Rock mit dem Emmy-Award ausgezeichnet. Insgesamt erhielt sie den Preis drei Mal in ihrer Karriere. Drei weitere Male war sie nominiert, zuletzt 2009 für ihren Gastauftritt als Colleen Donaghy in der 30-Rock-Episode Christmas Special.

## Filmografie (Auswahl)
- 1956: Alle Spuren verwischt (The Scarlet Hour)
- 1957: In einem anderen Land (A Farewell to Arms)
- 1957: Rivalen ohne Gnade (Three Violent People)
- 1958: Urlaubsschein nach Paris (The Perfect Furlough)
- 1959: Kiss Her Goodbye
- 1960: Wagon Train (Fernsehserie, 1 Episode)
- 1960: Al Carney Special (Fernsehserie, 2 Episoden)
- 1960: Alcoa Theatre (Fernsehserie, 1 Episode)
- 1960–1961: My Sister Eileen (Fernsehserie, 27 Episoden)
- 1963: The Doctors and the Nurses (Fernsehserie, 1 Episode)
- 1965: Who Killed Teddy Bear?
- 1965–1966: The Trials of O’Brien (Fernsehserie, 5 Episoden)
- 1967: Too Many Thieves
- 1968: Liebe, Lüge, Leidenschaft (One Life to Live, Fernsehserie, 1 Episode)
- 1970: Pigeons
- 1970: The Powder Room (Fernsehfilm)
- 1973: Pollyanna (Fernsehserie, 13 Episoden)
- 1974: Dial M for Murder (Fernsehserie, 1 Episode)
- 1974: Funny Ha-Ha (Fernsehserie, 1 Episode)
- 1974: The President’s Last Tape (Fernsehfilm)
- 1975: The Spiral Stairchase
- 1975: Shades of Greene (Fernsehserie, 1 Episode)
- 1975–1979: Two’s Company (Fernsehserie, 29 Episoden)
- 1977: Providence
- 1979: Jackanory (Fernsehserie, 1 Episode)
- 1979–1980: Die unglaublichen Geschichten von Roald Dahl (Tales of the Unexpected, Fernsehserie, 2 Episoden)
- 1980: Nobody’s Perfect (Fernsehserie, 1 Episode)
- 1981: Christmas Spirits (Fernsehfilm)
- 1983: Trapper John, M.D. (Fernsehserie, 1 Episode)
- 1986–1987: The Ellen Burstyn Show (Sitcom, 13 Episoden)
- 1987: Paradies auf Probe (Stranded, Fernsehfilm)
- 1987: September
- 1988: Cocoon II – Die Rückkehr (Cocoon: the Return)
- 1988: Tattinger’s (Fernsehserie, 1 Episode)
- 1989–1990: Die Bill Cosby Show (The Cosby Show, Sitcom, 3 Episoden)
- 1990: American Playhouse (Fernsehserie, 1 Episode)
- 1990: Head of the Class (Fernsehserie, 2 Episoden)
- 1990: Der Preis der Leidenschaft (Sparks: The Price Of Passion, Fernsehfilm)
- 1990: Cadillac Man
- 1990: Steel Magnolias (Fernsehfilm)
- 1990: The Secret Life of Archie’s Wife (Fernsehfilm)
- 1991: An Inconvenient Woman (Fernsehfilm)
- 1991: Chance of a Lifetime (Fernsehfilm)
- 1995: Einmal Liebe, kein zurück (Bless This House, Fernsehserie, 1 Episode)
- 1992–1997: Law & Order (Fernsehserie, 2 Episoden)
- 1997: Tango gefällig? (Out to Sea)
- 1997–2001: Hinterm Mond gleich links (3rd Rock from the Sun, Fernsehserie, 2 Episoden)
- 1998: An Unexpected Life (Fernsehfilm)
- 1998: Soul Man (Fernsehserie, 1 Episode)
- 1998: Oz – Hölle hinter Gittern (Oz, Fernsehserie, 1 Episode)
- 1998: Krippendorf’s Tribe
- 2000: EGG, the Arts Show (Fernsehserie, 2 Episoden)
- 2000: Es begann im September (Autumn in New York)
- 2000: Schmalspurganoven (Small Time Crooks)
- 2000: Dumm gelaufen – Kidnapping für Anfänger (Screwed)
- 2001: Elaine Stritch at Liberty (Fernsehspecial)
- 2003: Broadway: The Golden Age
- 2003: Life’s a Bitch (Fernsehserie)
- 2004: Paradise (Fernsehfilm)
- 2005: Das Schwiegermonster (Monster-in-Law)
- 2005: Romance & Cigarettes
- 2007–2012: 30 Rock (Fernsehserie, 9 Episoden)
- 2012: ParaNorman (Stimme)
- 2014: River of Fundament
- 2014: Randy Cunningham: Der Ninja aus der 9. Klasse (Bless This House, Fernsehserie, 1 Episode, Stimme)